# Relations Couronne-Autochtones et Affaires du Nord Canada

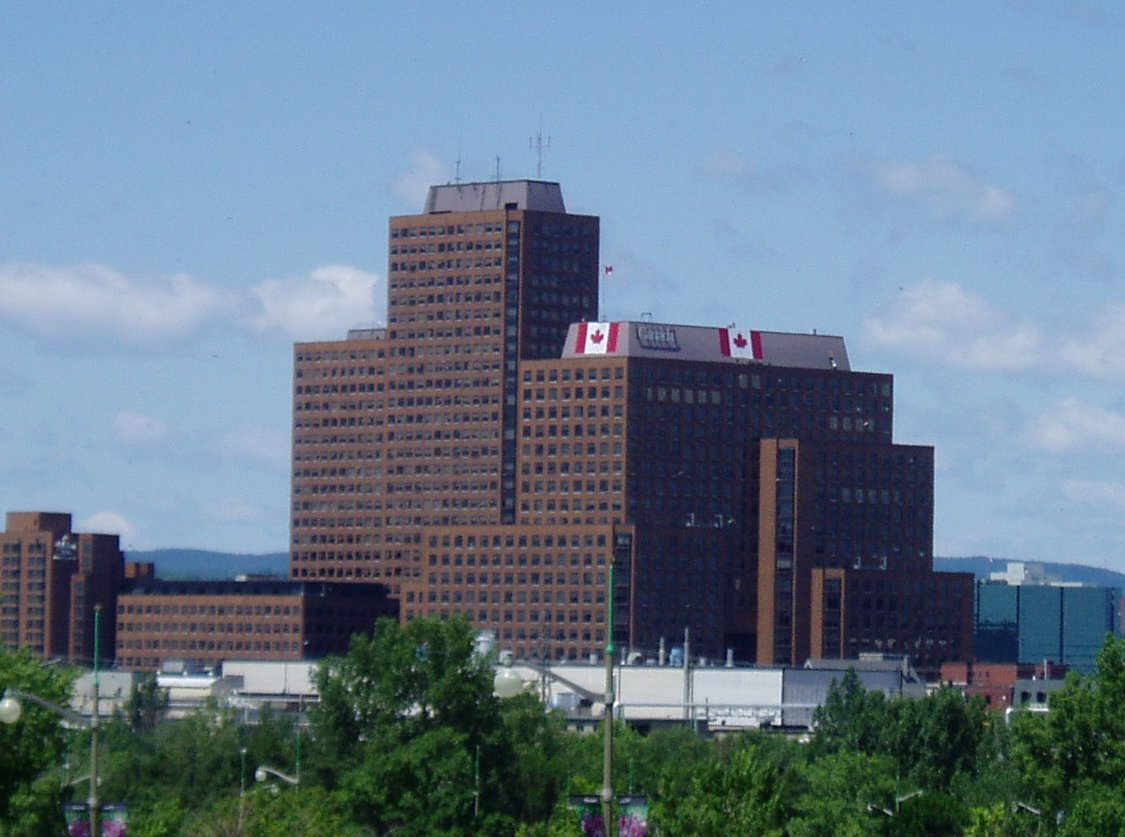
Les Terrasses de la Chaudière, siège du ministère.

Relations Couronne-Autochtones et Affaires du Nord Canada (RCAANC) (en anglais : Crown-Indigenous Relations and Northern Affairs Canada) (nom légal : ministère des Relations Couronne-Autochtones et des Affaires du Nord) est un ministère du gouvernement du Canada.

## Mandat
Relations Couronne-Autochtones et Affaires du Nord Canada a pour mandat de:
- renouveler la relation de nation à nation, entre les Inuit et la Couronne et de gouvernement à gouvernement entre le Canada et les Premières Nations, les Inuit ainsi que les Métis;
- moderniser les structures du gouvernement du Canada afin de permettre aux Autochtones de renforcer leur capacité, d'appuyer leur vision en matière d'autonomie gouvernementale et de diriger les travaux du gouvernement du Canada dans le Nord[1].

## Historique
Le premier ministre canadien Justin Trudeau annonce le 28 août 2017 la scission du ministère des Affaires autochtones et du Nord (AANC) en deux entités, suivant en cela une recommandation inscrite dans le rapport de la Commission royale sur les peuples autochtones qui proposait la réorganisation des ministères du gouvernement en lien avec les Autochtones du Canada,.
À la suite de la réorganisation effectuée par le gouvernement de Justin Trudeau, deux nouveaux ministères distincts sont créés le 30 novembre 2017:
- Relations Couronne-Autochtones et Affaires du Nord Canada (RCAANC) ;
- Services aux Autochtones Canada (SAC).

Plusieurs décrets en conseil viennent attribuer des responsabilités aux nouvelles entités entre le 30 novembre 2017 et le 15 juillet 2019, date de l'entrée en vigueur de la Loi sur le ministère des Relations Couronne-Autochtones et des Affaires du Nord et de la Loi sur le ministère des Services aux Autochtones.
De ce fait, la Loi sur le ministère des Affaires indiennes et du Nord canadien est abrogée et le ministère des Affaires indiennes et du Nord canadien (depuis renommé ministère des Affaires autochtones et du Nord) est officiellement dissous en juin 2019. 